# Villaviciosa de Córdoba
Villaviciosa de Córdoba település Spanyolországban, Córdoba tartományban. Villaviciosa de Córdoba Almodóvar del Río, Espiel, Obejo, Córdoba, Posadas és Hornachuelos községekkel határos. Lakosainak száma 3064 fő (2024).

## Népesség
A település népessége az elmúlt években az alábbi módon változott:
| Lakosok száma | 3783 | 3667 | 3601 | 3558 | 3525 | 3478 | 3374 | 3229 | 3191 | 3064 |
|               | 2001 | 2004 | 2006 | 2009 | 2011 | 2014 | 2016 | 2019 | 2021 | 2024 |